# Матеєво
Матєєво (біл. вёска Мацеево) —  село (веска) в складі Логойського району розташоване в Мінській області Білорусі, підпорядковане Ізбищенській сільській раді.
Село Матєєво розташоване в центральних районах Білорусі, у північній частині Мінської області - орієнтовне розташування [Архівовано 25 серпня 2011 у WebCite].